# 윈도우 저널
윈도우 저널(Windows Journal)은 노트를 적는 마이크로소프트사의 응용 프로그램이다. 사용자가 손으로 쓴 노트와 그림을 만들고 관리할 수 있게 도와 준다.

## 출시
윈도우 XP 태블릿 PC 에디션에 포함되어 출시되었으며, 이후 윈도우 비스타의 홈 프리미엄, 비즈니스, 엔터프라이즈, 얼티밋 버전에도 포함되었다.

## 저널 뷰어
윈도우 저널 뷰어(Windows Journal Viewer)는 소프트웨어 없이 시스템 상에서 윈도우 저널이 만든 파일을 볼 수 있게 하는 해결책이며 마이크로소프트사가 제작하였다. 현재 버전은 1.5이며 윈도우 2000, 윈도우 XP, 윈도우 서버 2003에서 사용할 수 있다.

## 참고 자료
- Windows XP Tablet PC Edition 2005: Tools to Use with Your Tablet PC
- Download details: Windows Journal Viewer 1.5

## 같이 보기
- 태블릿 PC